# Gert Pickel

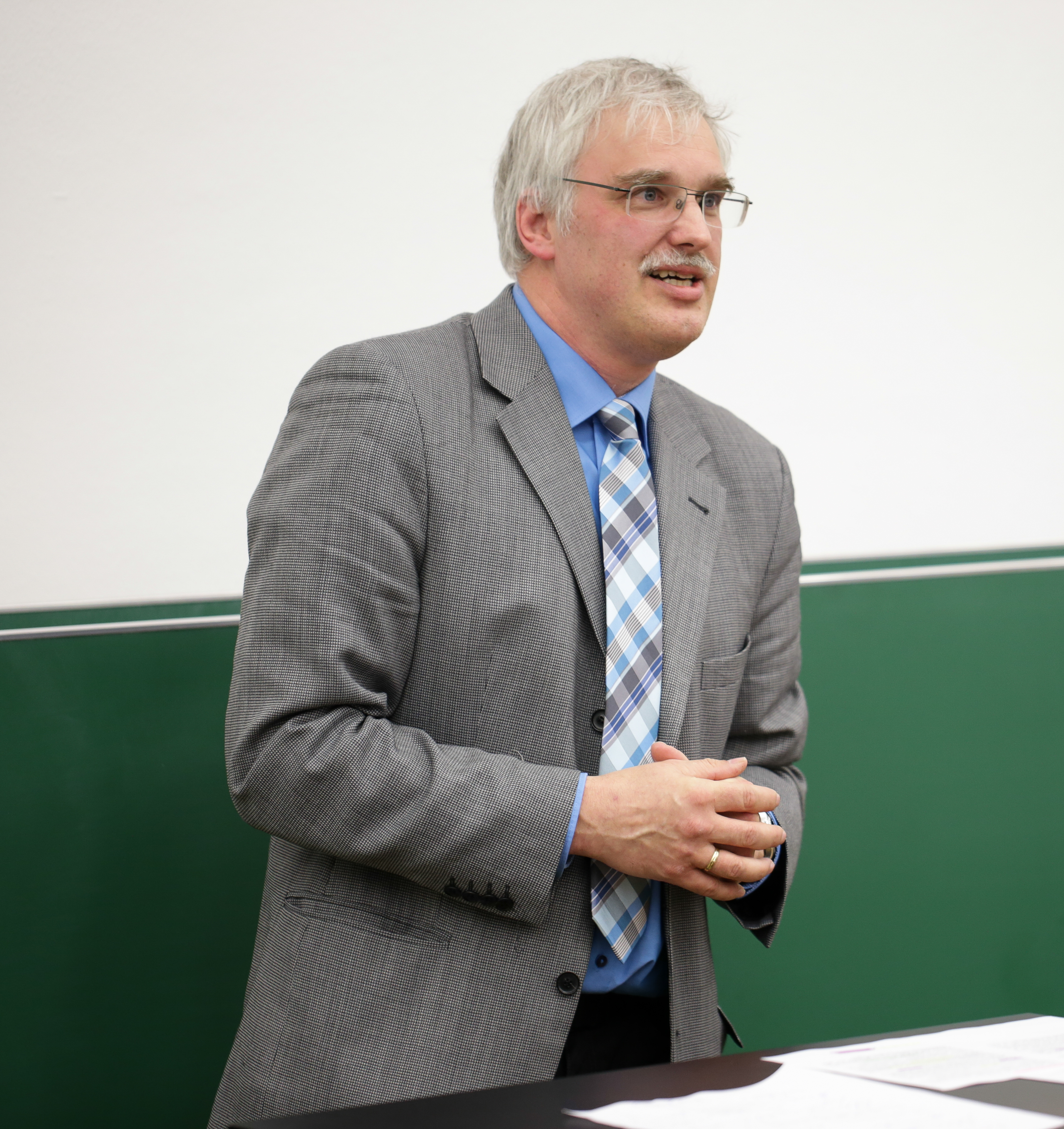
Bild Gert Pickel

Gert Pickel (* 14. September 1963 in Kronach, Oberfranken) ist Soziologe und Politikwissenschaftler. Seit 2009 hat er die Professur für Kirchen- und Religionssoziologie an der Theologischen Fakultät der Universität Leipzig inne. Er ist verheiratet mit der Politikwissenschaftlerin Susanne Pickel, mit der er auch gemeinsam publiziert.

## Leben
Nach dem Studium der Soziologie und Politikwissenschaft an der Universität Bamberg arbeitete Pickel von 1992 bis 1996 an der Sozialwissenschaftlichen Forschungsstelle der Universität Bamberg. Von 1996 bis 2007 war er Mitarbeiter an der Europa-Universität Viadrina in Frankfurt (Oder) am Lehrstuhl für Vergleichende Kultursoziologie. 2005–2006 vertrat er den Lehrstuhl für Vergleichende Kultursoziologie an der Europa-Universität Viadrina in Frankfurt an der Oder. Zwischen 2007 und 2009 vertrat er die Professur für Kirchen- und Religionssoziologie an der Theologischen Fakultät der Universität Leipzig. Seit Herbst 2013 ist er zudem Dekan der Theologischen Fakultät der Universität Leipzig und dort in verschiedenen weiteren Funktionen tätig.
Die Schwerpunkte seiner Arbeit liegen in der quantitativ-empirischen Religionssoziologie, der politischen Kulturforschung und der vergleichenden Demokratieforschung sowie Demokratiemessung. Zudem hat er zusammen mit anderen Autoren verschiedene Bücher und Artikel zu Methoden der vergleichenden Politikwissenschaft und Sozialwissenschaften verfasst und herausgegeben. Im Rahmen seiner Dissertation hat er sich mit dem Phänomen der Politikverdrossenheit insbesondere unter Jugendlichen und jungen Erwachsenen auseinandergesetzt. Seine Habilitationsschrift beschäftigt sich mit der Entwicklung der politischen Kultur und den Haltungen der Bevölkerung gegenüber der Demokratie im osteuropäischen Vergleich.
In den letzten Jahrzehnten hatte Gert Pickel u. a. Forschungsaufenthalte in Albanien, Bulgarien, Rumänien, Slowenien und Polen. Entsprechend beschäftigen sich verschiedene seiner Arbeiten mit Osteuropa in vergleichender Perspektive. Inhaltliche Schwerpunkte waren dabei der Vergleich der religiösen Situation in Osteuropa nach dem Sozialismus, der Wandel der politischen Kulturen sowie die dort stattfindende Demokratisierung. In diesem Zusammenhang kam es auch zu einer weitergehenden Beschäftigung mit Methoden der vergleichenden Forschung. In diesem wie in anderen Bereichen tat sich Gert Pickel als Autor verschiedener Lehrbücher hervor, aus denen die Einführung in die vergleichende politische Kultur- und Demokratieforschung (zusammen mit Susanne Pickel) und die 2011 erschienene Einführung in die Religionssoziologie hervorzuheben sind.
In jüngerer Zeit setzt er sich mit der Rolle des „religiösen“ Sozialkapitals für Gesellschaften und die Kirchen auseinander und ist mit der Analyse von Säkularisierungsprozessen und Säkularität im internationalen Vergleich, aber auch in Deutschland befasst. Dabei vertritt er eine moderate Variante der Säkularisierungsthese, die Abbruchsprozesse des Religiösen mit pfadabhängigen Entwicklungen zusammendenkt. Darüber hinaus ist Gert Pickel an der vom Bundesministerium des Innern und für Heimat (BMI) geförderten Studie Institutionen und Rassismus (InRa) beteiligt. Gemeinsam mit dem Soziologen und Politikwissenschaftler Alexander Yendell forscht er innerhalb des Verbundprojekts zum Thema Antimuslimischer Rassismus, antischwarzer Rassismus und Antiziganismus im institutionellen Handeln von Behörden. Ein weiteres Projekt umfasst die Rassismusbekämpfung und -prävention in Behörden und Sportverbänden – Internationaler Vergleich von Best und Worst Practices.

## Aussagen zu Säkularisierung
Pickel geht davon aus, dass übergreifende Prozesse der Säkularisierung weltweit stattfinden, aber durch weitere in den Gesellschaften stattfindende Veränderungen und Entwicklungen begleitet oder gar konterkariert werden. So wirken insbesondere Prozesse, in denen Identitätsbildung oder Identitätssicherung stattfinden, oft vitalisierend für Religiosität. Nicht selten führen solche Prozesse allerdings auch Konflikte und Probleme für die gesellschaftliche Integration mit sich. Säkularisierung ist aus Pickels Sicht zwar ein universeller Prozess, aber weder unumkehrbar noch linear. Säkularisierung ist aus seiner Sicht vielmehr von seinen Rahmenbedingungen, unter denen verschiedene Aspekte der Modernisierung (Wohlstandsgewinne, Urbanisierung, zunehmende Mobilität) von zentraler Bedeutung sind, abhängig. Damit ist es natürlich, dass sich pfadabhängige Entwicklungen der Säkularisierung vollziehen. Zur Stützung seiner Ergebnisse führt er Daten aus einer Vielzahl vergleichender internationaler Umfragen heran.

## Aussagen zu religiösem Sozialkapital
Hinsichtlich des Sozialkapitals geht er davon aus, dass dieses möglicherweise eine neue, modernen Zivilgesellschaften angemessene, soziale Form religiöser Selbstorganisation darstellen könnte. Dabei können insbesondere bei den Großveranstaltungen der Kirchentage und der Katholikentage regelmäßig wiederkehrende Versammlungen, dieser besonders engagierten Christen, beobachtet werden. Speziell die kirchlichen Gelegenheitsstrukturen für die Ausbildung und Ansiedlung von Gruppen mit freiwilligem Engagement, welche speziell im Umfeld von Kirchengemeinden bestehen, sieht Pickel als spezifischen „religiösen Beitrag“ zur Zivilgesellschaft. Da solche Gruppen freiwilligen Engagements nach dem Sozialkapitalansatz dazu neigen, Vertrauen aufzubauen, kommt damit in einem übertragenen Sinne den Kirchengemeinden die Rolle eines Produzenten von demokratischer Zivilgesellschaft zu. Sozialkapital ergibt sich aus den positiven reziproken Wechselbeziehungen zwischen den Mitgliedern dieser Gruppen. Die Bereitschaft der Vertrauensbildung wird zudem durch christliche Werte noch zusätzlich unterstützt. Der Begriff des religiösen Sozialkapitals wurde von Pickel mit seinen Mitarbeitern aus der englischsprachigen Diskussion (Robert Putnam) übertragen, die von faith based social capital spricht. Ergebnisse aus der 5. Kirchenmitgliedschaftsuntersuchung der EKD stützen diese Annahmen, zeigen sie doch unter Kirchenmitgliedern mit 50 % Sozialvertrauen einen um 20 Prozentpunkte höheren Wert als bei Konfessionslosen. Der entsprechende Vertrauenswert liegt bei den Besuchern der Evangelischen Kirchentage bei knapp 75 %.

## Aussagen zu Konfessionslosigkeit
Verschiedene weitere Veröffentlichungen von Gert Pickel setzen sich mit der Thematik der Konfessionslosigkeit auseinander. Dabei sieht Pickel eine Vielfalt an Typen von Konfessionslosigkeit und Konfessionslosen, worunter die Gruppe der auch religiös Desinteressierten allerdings am stärksten vertreten ist. Diese Beobachtungen gelten sowohl für Deutschland wie eigentlich auch alle westeuropäischen sowie mehrere osteuropäische Staaten. Konfessionslosigkeit steht dabei in den meisten Fällen mit einer generell uninteressierten Haltung zu Religion allgemein in Beziehung, dies zeigen empirische Ergebnisse in einer Vielzahl von unterschiedlichen Studien.

## Tätigkeiten und Mitgliedschaften
Von 2001 bis 2015 war Pickel Mitglied des Vorstandes der Sektion Religionssoziologie der Deutschen Gesellschaft für Soziologie, von 2006 bis 2015 Mitglied des Sprecherrates des Arbeitskreises Demokratieforschung der Deutschen Vereinigung für Politische Wissenschaft, sowie ebendort Gründungsmitglied des Arbeitskreises Interkultureller Demokratievergleich von 1997 bis 2006.
Seit 2009 ist er zudem Mitglied des Sprecherrats des Arbeitskreises Politik und Religion der Deutschen Vereinigung für Politische Wissenschaft. Seit Herbst 2015 ist er Mitglied im sechsköpfigen Vorstand der Deutschen Vereinigung für Politische Wissenschaft.
Gert Pickel ist Mitbegründer und Vorstand des Kompetenzzentrums für Rechtsextremismus- und Demokratieforschung (KReDO) der Universität Leipzig, welches dort an der Theologischen Fakultät angesiedelt ist und interdisziplinäre empirische Forschung betreibt. Zugleich gehört er mit zu den Initiatoren des IFRiS-Netzwerkes der Universitäten Leipzig, Dresden und Chemnitz sowie des Hannah-Arendt-Institutes Dresden.
Er gehört dem Beirat der Akademie der Weltreligionen in Hamburg sowie dem Evangelischen Hochschulbeirat an und ist stellvertretender Vorstand des Vereins Evangelische Diaspora e. V.
Von 2007 an gehört er der Redaktion der Zeitschrift für Vergleichende Politikwissenschaft (ZfVP) an und zählt auch zu deren Herausgeber und Mitbegründern.
Zwischen dem Frühjahr 2011 und Herbst 2015 war Pickel Mitglied im wissenschaftlichen Beirat und in der ausführenden Arbeitsgruppe der 5. Kirchenmitgliedschaftsuntersuchung der Evangelischen Kirche Deutschlands (EKD). Im Jahr 2013 war er zudem maßgeblich an der Auswertung des Bertelsmann Religionsmonitors 2013 – mit dem Schwerpunkt der international vergleichenden Studie – beteiligt.

## Schriften (Auswahl)
- Politische Einheit – Kultureller Zwiespalt? – Die Erklärung politischer und demokratischer Einstellungen in Ostdeutschland vor der Bundestagswahl 1998. (Hrsg., zusammen mit Dieter Walz/Susanne Pickel) Peter Lang, Berlin 1998, ISBN 978-3631338926.
- Religiöser und kirchlicher Wandel in Ostdeutschland 1989–1999. (Hrsg., zusammen mit Detlef Pollack) Leske+Budrich, Opladen 1999, ISBN 978-3810024770.
- Demokratiemessung. Konzepte und Befunde im internationalen Vergleich. (zusammen mit Hans-Joachim Lauth/Christian Welzel) Westdeutscher Verlag, Wiesbaden 2000, ISBN 978-3531134383.
- Rechtsstaat und Demokratie. Theoretische und empirische Studien zum Recht in der Demokratie. (Hrsg., zusammen mit Hans-Joachim Lauth/Michael Becker) Westdeutscher Verlag, Wiesbaden 2001, ISBN 978-3531136455.
- Religion und Moral – Entkoppelt oder verknüpft? (Hrsg., zusammen mit Michael Krüggeler) Leske+Budrich, Opladen 2001, ISBN 978-3810031631.
- Jugend und Politikverdrossenheit. Zwei Kulturen im Deutschland nach der Vereinigung. Reihe: Politische Kultur in den neuen Demokratien Europas (Band 2). Opladen: Leske + Budrich, 2002. [Dissertation] ISBN 978-3810035806.
- Political Culture in Post-Communist Europe. Attitudes in New Democracies. (Hrsg., zusammen mit Detlef Pollack/Jörg Jacobs/Olaf Müller) Aldershot: Ashgate, 2003. ISBN 978-0754619697.
- Politische Kultur- und Demokratieforschung. Grundbegriffe, Theorien, Methoden. Eine Einführung. (zusammen mit Susanne Pickel) Wiesbaden: VS-Verlag, 2006. ISBN 978-3-8100-3355-0.
- Osteuropas Bevölkerung auf dem Weg in die Demokratie. Repräsentative Untersuchungen in Ostdeutschland und zehn osteuropäischen Transformationsstaaten. Reihe: Politische Kultur in den neuen Demokratien Europas (Band 1). (zusammen mit Detlef Pollack/Olaf Müller/Jörg Jacobs) Wiesbaden: VS-Verlag, 2006. ISBN 978-3-8100-3615-5.
- Einführung in die Methoden der vergleichenden Politikwissenschaft. (zusammen mit Hans-Joachim Lauth/Susanne Pickel) Wiesbaden: VS-Verlag, 2009. ISBN 978-3-531-13843-5.
- Neue Entwicklungen und Anwendungen auf dem Gebiet der Methoden der vergleichenden Politik- und Sozialwissenschaft. (Hrsg., zusammen mit Susanne Pickel/Gert Pickel/Hans-Joachim Lauth) Wiesbaden: VS-Verlag, 2009. ISBN 978-3-531-16194-5.
- Amnesie, Amnestie oder Aufarbeitung? Zum Umgang mit autoritärer Vergangenheit und Menschenrechtsverletzungen. (Hrsg., zusammen mit Siegmar Schmidt/Susanne Pickel) Wiesbaden: VS Verlag, 2009. ISBN 978-3-531-13868-8.
- Church and Religion in Contemporary Europe. Results from theoretical and empirical Research. (Hrsg., zusammen mit Olaf Müller) Wiesbaden: VS-Verlag, 2009. ISBN 978-3-531-16748-0.
- Religion und Religiosität im vereinigten Deutschland. Zwanzig Jahre nach dem Umbruch. (Hrsg., zusammen mit Kornelia Sammet) Wiesbaden: VS Springer, 2011. ISBN 978-3-531-17428-0.
- Säkularisierung, Individualisierung oder Marktmodell? Religiosität und ihre Erklärungsfaktoren im europäischen Vergleich. In: Kölner Zeitschrift für Soziologie und Sozialpsychologie 62/2010: 219–245.
- Religionssoziologie. Eine Einführung in die zentralen Themenbereiche. Wiesbaden, 2011. ISBN 978-3-531-15456-5.
- Vergleich politischer Systeme. (zusammen mit Hans-Joachim Lauth und Susanne Pickel) Schöningh, Paderborn 2014 (UTB 4000), ISBN 978-3-825-24000-4.